# Détrier
Détrier és un municipi francès situat al departament de la Savoia i a la regió d'Alvèrnia-Roine-Alps. L'any 2007 tenia 389 habitants.

## Demografia

### Població
El 2007 la població de fet de Détrier era de 389 persones. Hi havia 140 famílies de les quals 28 eren unipersonals (16 homes vivint sols i 12 dones vivint soles), 32 parelles sense fills, 68 parelles amb fills i 12 famílies monoparentals amb fills.
La població ha evolucionat segons el següent gràfic:
Habitants censats

### Habitatges
El 2007 hi havia 169 habitatges, 143 eren l'habitatge principal de la família, 20 eren segones residències i 6 estaven desocupats. 144 eren cases i 22 eren apartaments. Dels 143 habitatges principals, 118 estaven ocupats pels seus propietaris, 22 estaven llogats i ocupats pels llogaters i 3 estaven cedits a títol gratuït; 1 tenia una cambra, 3 en tenien dues, 23 en tenien tres, 40 en tenien quatre i 76 en tenien cinc o més. 111 habitatges disposaven pel capbaix d'una plaça de pàrquing. A 52 habitatges hi havia un automòbil i a 82 n'hi havia dos o més.

### Piràmide de població
La piràmide de població per edats i sexe el 2009 era:
| Homes | Edats   | Dones |
| ----- | ------- | ----- |
| 0     | 95 o +  | 0     |
| 0     | 90 a 94 | 0     |
| 0     | 85 a 89 | 0     |
| 0     | 80 a 84 | 0     |
| 4     | 75 a 79 | 0     |
| 8     | 70 a 74 | 12    |
| 8     | 65 a 69 | 4     |
| 20    | 60 a 64 | 16    |
| 0     | 55 a 59 | 8     |
| 4     | 50 a 54 | 12    |
| 20    | 45 a 49 | 8     |
| 16    | 40 a 44 | 4     |
| 12    | 35 a 39 | 12    |
| 8     | 30 a 34 | 16    |
| 8     | 25 a 29 | 8     |
| 12    | 20 a 24 | 4     |
| 12    | 15 a 19 | 4     |
| 4     | 10 a 14 | 4     |
| 12    | 5 a 9   | 8     |
| 16    | 0 a 4   | 8     |

## Economia
El 2007 la població en edat de treballar era de 238 persones, 181 eren actives i 57 eren inactives. De les 181 persones actives 170 estaven ocupades (96 homes i 74 dones) i 11 estaven aturades (3 homes i 8 dones). De les 57 persones inactives 15 estaven jubilades, 22 estaven estudiant i 20 estaven classificades com a «altres inactius».

### Ingressos
El 2009 a Détrier hi havia 138 unitats fiscals que integraven 395,5 persones, la mediana anual d'ingressos fiscals per persona era de 20.566 €.

### Activitats econòmiques
Dels 26 establiments que hi havia el 2007, 1 era d'una empresa extractiva, 1 d'una empresa de fabricació d'altres productes industrials, 3 d'empreses de construcció, 9 d'empreses de comerç i reparació d'automòbils, 4 d'empreses de transport, 1 d'una empresa immobiliària, 5 d'empreses de serveis i 2 d'empreses classificades com a «altres activitats de serveis».
Dels 4 establiments de servei als particulars que hi havia el 2009, 2 eren tallers de reparació d'automòbils i de material agrícola, 1 guixaire pintor i 1 fusteria.
Dels 3 establiments comercials que hi havia el 2009, 1 era un supermercat, 1 una gran superfície de material de bricolatge i 1 una floristeria.
L'any 2000 a Détrier hi havia 4 explotacions agrícoles.

## Equipaments sanitaris i escolars
El 2009 hi havia una escola elemental.

## Poblacions més properes
El següent diagrama mostra les poblacions més properes.